# 欧加登民族解放阵线
欧加登民族解放阵线（Ogaden National Liberation Front、简称ONLF, JWXO），埃塞俄比亚一反政府武装组织，主要活动于埃塞俄比亚东部的索马里州及索马里南部地区，其宗旨是谋求索马里人占多数的欧加登地区从埃塞俄比亚完全独立出去。
该阵线成立于1984年，认为埃塞俄比亚在当地的驻军是武装侵略者，因此自成立以后，与埃塞俄比亚政府军发生了多次武装冲突。埃塞俄比亚政府指责邻国厄立特里亚和部分索马里教派武装为其提供援助。